# Swing Fever (film 1943)
Swing Fever è un film statunitense del 1943 diretto da Tim Whelan.